# Caconeura ramburi
Caconeura ramburi – gatunek ważki z rodziny pióronogowatych (Platycnemididae). Występuje w południowych Indiach.